# Juan Carlos Saldarriaga
Juan Carlos Saldarriaga (San Roque, Antioquia, 16 de diciembre de 1972) es un abogado, empresario y político colombiano.  
Se desempeñó como alcalde de Soacha para el periodo 2020 – 2023.

## Biografía

### Primeros años y educación
Nació y pasó sus primeros años de vida en San Roque (Antioquia). Desde los cuatro años de edad su familia se mudó a Soacha, donde a muy temprana edad, se convirtió en presidente de la Junta de Acción Comunal del barrio Tequendama a los 17 años y concejal de la ciudad en tres oportunidades.
Graduado como abogado en la Universidad Católica de Colombia, también es especialista en derecho administrativo y candidato a magister en Derecho Público de la Universidad Externado de Colombia.
Está casado con Luisa Fernanda Castaño desde el año 2006 y tiene tres hijas Michela, María Paz y Salomé.

### Trayectoria política
Comenzó su carrera política como concejal de Soacha, la primera ocasión como suplente en 1992, y dos períodos como titular en 1998 y 2004-2007. Fue director de servicios de la Secretaría de Tránsito y Transporte del departamento y gerente de la Corporación Social de Cundinamarca. Así mismo, entre abril y octubre de 2019 se desempeñó como contralor delegado para Regalías en Sucre.
En las elecciones de 2019 fue electo como Alcalde de Soacha, al haber obtenido una votación de 60.000 votos, cifra récord en la ciudad. Antes de esto, fue cuatro veces candidato a la Alcaldía, sin éxito.

### Gestión como alcalde
Durante su mandato como alcalde, y debido a la crisis económica provocada por la pandemia del coronavirus, ideó la mediática estrategia del Trapo Rojo, la consistió en poner cualquier pedazo de tela o prenda de color rojo en la puerta o fachada de la casa de un hogar que pasara necesidades, y así entregarles ayudas a estas poblaciones. Esta estrategia que, según Saldarriaga, visualizó en un sueño, le permitió entregar más de un millón de ayudas durante la pandemia. Esta acción, que fue famosa en todo el mundo, se basó en la solidaridad de los ciudadanos.
El 30 de julio de 2021, fue víctima de un tiroteo cuando se dirigía a la Secretaría de Salud municipal, en el cual sus escoltas dieron de baja a uno de los atacantes. Aunque inicialmente se habló de un atentado en su contra, finalmente se esclareció que se trató de un intento de atraco cerca al lugar, al que el esquema de seguridad respondió tras que uno de los delincuentes tratara de intimidar al conductor del esquema de seguridad.
En 2023 autorizó la remodelación del Estadio Luis Carlos Galán Sarmiento con un costo de aproximadamente 4.000 millones de pesos, con el objetivo de recibir en el municipio al club Real Soacha Cundinamarca en la Primera B del fútbol profesional colombiano.
Durante su administración avanzó la construcción del patio y Portal El Vínculo, parte de la Fase II de TransMilenio en Soacha.